# カンブリア紀
| 累代        | 代     | 紀           | 紀                   | 世               | 期                   | 基底年代 Mya |
| ----------- | ------ | ------------ | -------------------- | ---------------- | -------------------- | ------------ |
| 顕生代      | 新生代 | 新生代       | 新生代               | 新生代           | 新生代               | 66           |
| 顕生代      | 中生代 | 中生代       | 中生代               | 中生代           | 中生代               | 251.902      |
| 顕生代      | 古生代 | ペルム紀     | ペルム紀             | ローピンジアン   | チャンシンジアン     | 254.14       |
| 顕生代      | 古生代 | ペルム紀     | ペルム紀             | ローピンジアン   | ウーチャーピンジアン | 259.1        |
| 顕生代      | 古生代 | ペルム紀     | ペルム紀             | グアダルピアン   | キャピタニアン       | 265.1        |
| 顕生代      | 古生代 | ペルム紀     | ペルム紀             | グアダルピアン   | ウォーディアン       | 268.8        |
| 顕生代      | 古生代 | ペルム紀     | ペルム紀             | グアダルピアン   | ローディアン         | 272.95       |
| 顕生代      | 古生代 | ペルム紀     | ペルム紀             | シスウラリアン   | クングーリアン       | 283.5        |
| 顕生代      | 古生代 | ペルム紀     | ペルム紀             | シスウラリアン   | アーティンスキアン   | 290.1        |
| 顕生代      | 古生代 | ペルム紀     | ペルム紀             | シスウラリアン   | サクマーリアン       | 293.52       |
| 顕生代      | 古生代 | ペルム紀     | ペルム紀             | シスウラリアン   | アッセリアン         | 298.9        |
| 顕生代      | 古生代 | 石炭紀       | ペンシルバニアン亜紀 | 後期             | グゼリアン           | 303.7        |
| 顕生代      | 古生代 | 石炭紀       | ペンシルバニアン亜紀 | 後期             | カシモビアン         | 307          |
| 顕生代      | 古生代 | 石炭紀       | ペンシルバニアン亜紀 | 中期             | モスコビアン         | 315.2        |
| 顕生代      | 古生代 | 石炭紀       | ペンシルバニアン亜紀 | 前期             | バシキーリアン       | 323.2        |
| 顕生代      | 古生代 | 石炭紀       | ミシシッピアン亜紀   | 後期             | サープコビアン       | 330.9        |
| 顕生代      | 古生代 | 石炭紀       | ミシシッピアン亜紀   | 中期             | ビゼーアン           | 346.7        |
| 顕生代      | 古生代 | 石炭紀       | ミシシッピアン亜紀   | 前期             | トルネーシアン       | 358.9        |
| 顕生代      | 古生代 | デボン紀     | デボン紀             | 後期             | ファメニアン         | 372.2        |
| 顕生代      | 古生代 | デボン紀     | デボン紀             | 後期             | フラニアン           | 382.7        |
| 顕生代      | 古生代 | デボン紀     | デボン紀             | 中期             | ジベティアン         | 387.7        |
| 顕生代      | 古生代 | デボン紀     | デボン紀             | 中期             | アイフェリアン       | 393.3        |
| 顕生代      | 古生代 | デボン紀     | デボン紀             | 前期             | エムシアン           | 407.6        |
| 顕生代      | 古生代 | デボン紀     | デボン紀             | 前期             | プラギアン           | 410.8        |
| 顕生代      | 古生代 | デボン紀     | デボン紀             | 前期             | ロッコヴィアン       | 419.2        |
| 顕生代      | 古生代 | シルル紀     | シルル紀             | プリドリ         |                      | 423          |
| 顕生代      | 古生代 | シルル紀     | シルル紀             | ラドロー         | ルドフォーディアン   | 425.6        |
| 顕生代      | 古生代 | シルル紀     | シルル紀             | ラドロー         | ゴースティアン       | 427.4        |
| 顕生代      | 古生代 | シルル紀     | シルル紀             | ウェンロック     | ホメリアン           | 430.5        |
| 顕生代      | 古生代 | シルル紀     | シルル紀             | ウェンロック     | シェイウッディアン   | 433.4        |
| 顕生代      | 古生代 | シルル紀     | シルル紀             | ランドベリ       | テリチアン           | 438.5        |
| 顕生代      | 古生代 | シルル紀     | シルル紀             | ランドベリ       | アエロニアン         | 440.8        |
| 顕生代      | 古生代 | シルル紀     | シルル紀             | ランドベリ       | ラッダニアン         | 443.8        |
| 顕生代      | 古生代 | オルドビス紀 | オルドビス紀         | 後期             | ヒルナンシアン       | 445.2        |
| 顕生代      | 古生代 | オルドビス紀 | オルドビス紀         | 後期             | カティアン           | 453          |
| 顕生代      | 古生代 | オルドビス紀 | オルドビス紀         | 後期             | サンドビアン         | 458.4        |
| 顕生代      | 古生代 | オルドビス紀 | オルドビス紀         | 中期             | ダーリウィリアン     | 467.3        |
| 顕生代      | 古生代 | オルドビス紀 | オルドビス紀         | 中期             | ダーピンジアン       | 470          |
| 顕生代      | 古生代 | オルドビス紀 | オルドビス紀         | 前期             | フロイアン           | 477.7        |
| 顕生代      | 古生代 | オルドビス紀 | オルドビス紀         | 前期             | トレマドキアン       | 485.4        |
| 顕生代      | 古生代 | カンブリア紀 | カンブリア紀         | フロンギアン     | ステージ10           | 489.5        |
| 顕生代      | 古生代 | カンブリア紀 | カンブリア紀         | フロンギアン     | ジャンシャニアン     | 494          |
| 顕生代      | 古生代 | カンブリア紀 | カンブリア紀         | フロンギアン     | ペイビアン           | 497          |
| 顕生代      | 古生代 | カンブリア紀 | カンブリア紀         | ミャオリンギアン | ガズハンジアン       | 500.5        |
| 顕生代      | 古生代 | カンブリア紀 | カンブリア紀         | ミャオリンギアン | ドラミアン           | 504.5        |
| 顕生代      | 古生代 | カンブリア紀 | カンブリア紀         | ミャオリンギアン | ウリューアン         | 509          |
| 顕生代      | 古生代 | カンブリア紀 | カンブリア紀         | シリーズ2        | ステージ4            | 514          |
| 顕生代      | 古生代 | カンブリア紀 | カンブリア紀         | シリーズ2        | ステージ3            | 521          |
| 顕生代      | 古生代 | カンブリア紀 | カンブリア紀         | テレニュービアン | ステージ2            | 529          |
| 顕生代      | 古生代 | カンブリア紀 | カンブリア紀         | テレニュービアン | フォーチュニアン     | 541          |
| 原生代      | 原生代 | 原生代       | 原生代               | 原生代           | 原生代               | 2500         |
| 太古代      | 太古代 | 太古代       | 太古代               | 太古代           | 太古代               | 4000         |
| 冥王代      | 冥王代 | 冥王代       | 冥王代               | 冥王代           | 冥王代               | 4600         |
| 1. 2. 3. 4. |        |              |                      |                  |                      |              |

カンブリア紀（カンブリアき、寒武利亜紀、英: Cambrian period）は地質時代、古生代前期における区分の一つで、約5億4200万年前から約4億8830万年前までとされる。この時代の岩石が発見および研究された最初の地であるウェールズのラテン語名「カンブリア」から、アダム・セジウィックによって命名された。アメリカの Federal Geographic Data Committee は、カンブリア紀を表すのにꞒ (C with bar, バー付きC)を用いている。代用としてキリル文字のЄが用いられることもある。

## 生物
カンブリア紀では、先カンブリア時代に形成された海洋が地球上のほぼ全てを覆い尽くす。海中では様々な種類に至る海洋生物が現れ、中でも三葉虫等の節足動物が繁栄し、藻類が発達した。むしろ、これ以前の時代からは化石がほとんど得られなかったことから、化石に頼って時代区分を行っていた頃にはこの時代までしか区分ができなかった。そのため、カンブリア紀が従来はもっとも古い名前の付いた区分であり、それより古い地層はカンブリア紀以前というしかなかったのが、「先カンブリア時代」の名の由来である。
三葉虫やフデイシ、腕足類、サンゴなどは古くから発見されていたが、頻繁に産出する生物群は限られていた。カンブリア紀の生物相の多様性がよく知られるようになったのはバージェス動物群の発見以来であり、特に20世紀末の見直しでその内容がそれまでの想像を超えることが明らかとなった。現在の生物と比べ、非常に奇異な姿をした生物が多く見られ、この時期の生物群を総称して「カンブリアンモンスター」とも呼ばれる。この時期の初期には動物門のほとんどすべてが出現したと考えられ、この時代に動物の多様性が一気に増大した可能性がある。これをカンブリア爆発と呼ぶ。

## 気候
カンブリア紀の気候についてはあまりよく知られていないが、概して温暖で、極地方には氷河がなかったと考えられている。

## その他

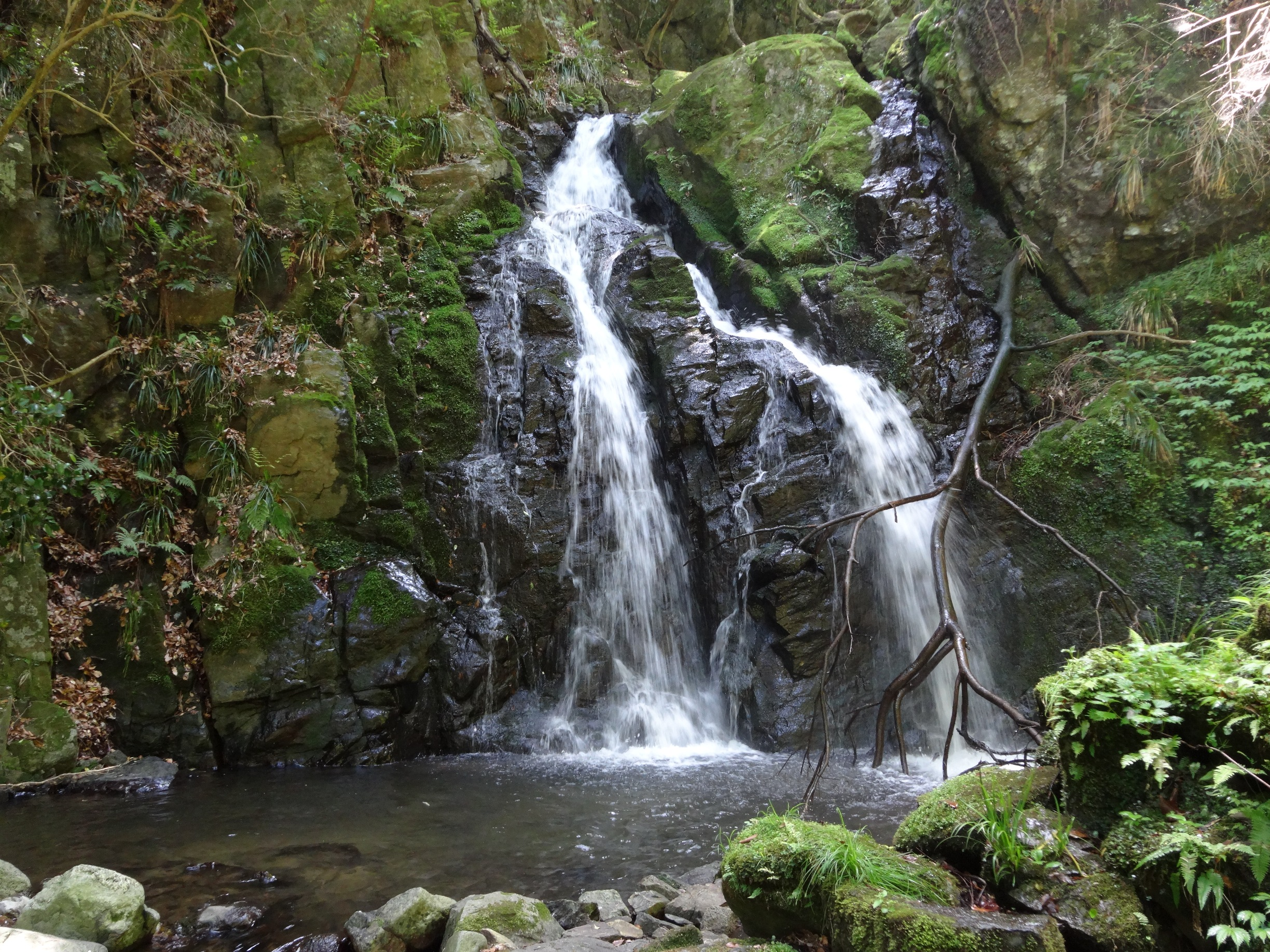
日立市にある小木津不動滝。露頭している岩盤はカンブリア紀の変成花崗岩。

日本で発見されている最も古い地層は、茨城県常陸太田市にある5億1100万年前の堆積構造の西堂平層である。この時代はカンブリア紀の第二世第4期のものである。隣接する日立市にかけて火山岩を原岩とする赤沢層など60km²以上にわたりカンブリア系の地層が分布している。